# Monogononta
Monogodonta uma classe de vermes do filo Rotifera. Possuem formas natantes ou sésseis, um único germovitelário, macho de tamanho regular; ovos de 3 tipos (amícticos, mícticos e dormentes). Exemplos dessa classe: Asplanchina sp. e Epiphanis sp..  A reprodução dos indivíduos dessa classe é partenogenética durante parte do ano quando as condições ambientais são adequadas. Em resposta a um determinado estímulo, as fêmeas começam a produzir óvulos haploides (n). Se os óvulos haploides não forem fertilizados, eles eclodem como machos haploides. Os machos provêm o espermatozoide para fertilizar outros óvulos haplóides, os quais então se desenvolvem em ovos dormentes (2n) que podem resistir aos rigores do inverno. Quando as condições voltam a ser adequadas, os ovos dormente retomam seu desenvolvimento e há a eclosão de uma fêmea